# 舟川 (富山県)
舟川（ふながわ）は、小川の支流で、富山県下新川郡の主に入善町と朝日町を流れる二級河川である。下流部の舟川べり桜並木にチューリップ・菜の花畑、後立山連峰の風景が合わさった春の四重奏で知られる。

## 地理
標高959mの負釣山を源流とし、入善町舟見のふれあい温泉辺りまで山間部を流れた後、黒部川扇状地の東端付近を北流し小川に合流する。

## 地質
負釣山の源流部から年代不明・飛騨帯の花崗岩類、中世代後期・親不知層の安山岩、古第三紀・太美山層の流紋岩、八尾層群の泥岩と下って行き、平野部では黒部川扇状地の段丘堆積物上を流れている。

## 自然
流域内の森林植生ではブナ・ミズナラ林が53%と最も多くを占めており、ブナ林の中に常緑広葉樹のウラジロガシ等が混ざっている。
魚類ではイワナ、カワヤツメ、シロザケ、カジカ、タカハヤが確認された
。

## 春の四重奏

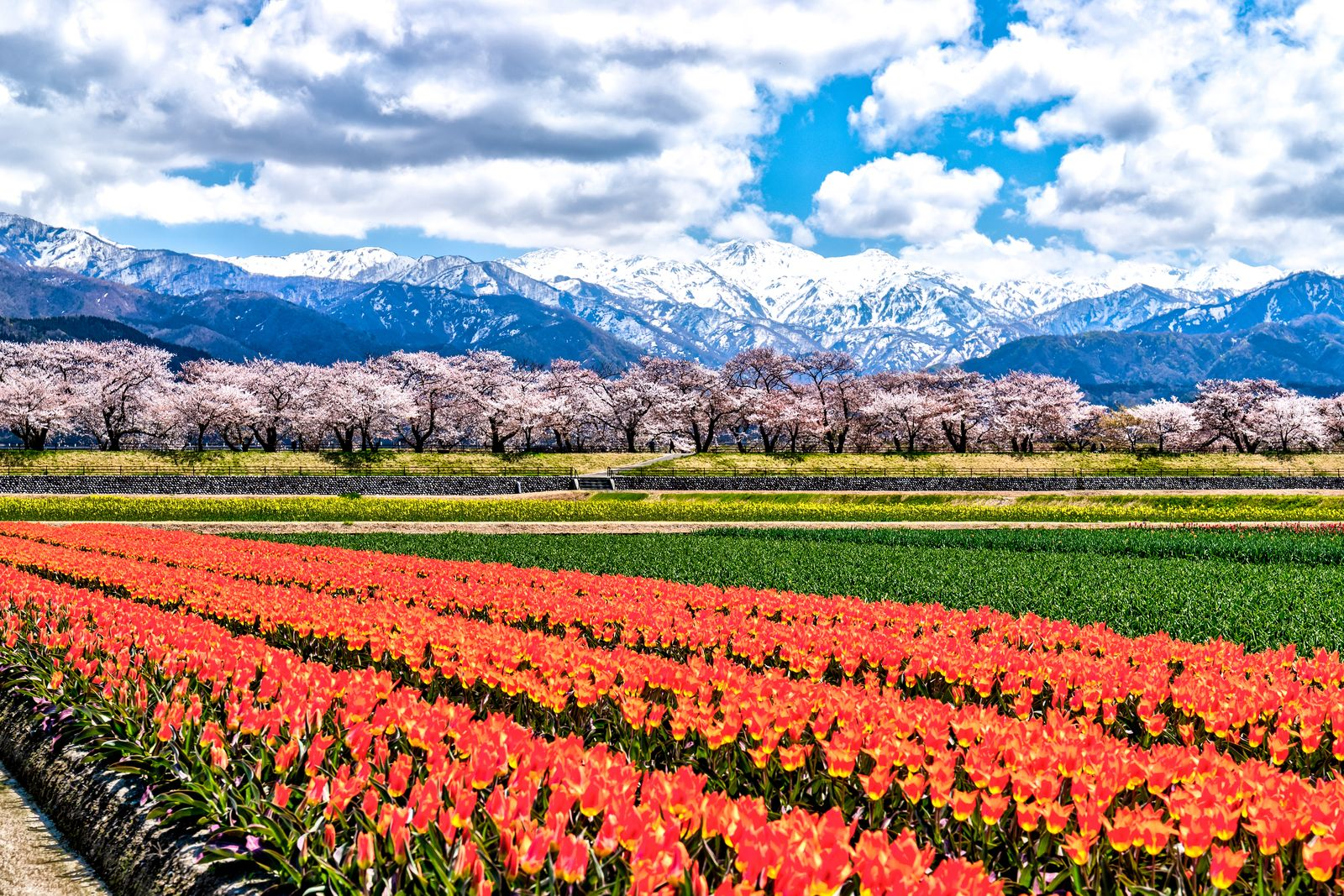
春の四重奏

春の四重奏は4月上旬から中旬にかけて見られる、北アルプスを背景に舟川べり桜並木、チューリップ、菜の花畑の4色の景色を同時に楽しめる春の風物詩で、SNSの発信などによる広まりから2024年4月1日から17日にかけて外国人観光客2万4000人を含む総観光客数11万2500人を記録した。

## 流域の自治体
富山県
下新川郡朝日町・入善町、黒部市

## 支流
- 中谷川
- オコ谷川

## 河川施設
- 舟川ダム（富山県下新川郡入善町舟見)

## 流域の観光地
- 黒部川明日温泉
  - バーデン明日
  - 舟見ふれあい温泉
  - 手足ぬくもり ひばりの湯
- 舟見城址
- 舟川べり桜並木(春の四重奏)
- 朝日町環境ふれあい施設 らくち〜の